# Nordlig rosttyrann
Nordlig rosttyrann (Casiornis fuscus) är en fågel i familjen tyranner inom ordningen tättingar.

## Utseende
Nordlig rosttyrann är en stor roströd tyrann. Den har en liten tofs på huvudet, kanelbrun ovansida, sotfärgade vingpennor och beigefärgad undersida. Liknande sydlig rosttyrann har roströd rygg, likfärgad med vingarna.

## Utbredning och systematik
Fågeln i nordöstra Brasilien. Den behandlas som monotypisk, det vill säga att den inte delas in i några underarter.

## Levnadssätt
Nordliga rosttyrannen hittas i caatinga och buskskog under häckningstid. I övrig tid kan den även ses i cerrado och amazonska savanner samt öppen skog.

## Status och hot
Arten har ett stort utbredningsområde, men tros minska i antal, dock inte tillräckligt kraftigt för att den ska betraktas som hotad. Internationella naturvårdsunionen IUCN listar arten som livskraftig (LC).